# Gurd (album)
Gurd je debutové studiové album švýcarské thrash/groovemetalové kapely GurⱭ, která se zformovala v roce 1994 po rozpadu švýcarské power/thrashmetalové formace Poltergeist. Bylo vydáno v roce 1995 hudebním vydavatelstvím Major Records.

## Seznam skladeb
1. Get Up – 3:06
2. You Won't Make It – 4:54
3. I.O.U. Nothing – 4:38
4. Enough – 4:11
5. The Mant (Groovy) – 3:55
6. Scum – 4:34
7. Cut It Out – 4:02
8. The Way You Want – 5:40
9. Distinction – 5:06
10. Gone So Far – 4:20
11. Ceasfire – 4:02
12. Don't Ask Me – 7:18

## Sestava
- V.O. Pulver – vokály, kytara
- Tommy Baumgärtner – kytara
- Tobias Roth – bicí
- Marek Felis – baskytara